# Stefan Moster
Stefan Moster (* 16. August 1964 in Mainz) ist ein deutscher Schriftsteller und Übersetzer.

## Leben
Moster war Dozent an Universitäten in München und Helsinki. 1997 wurde er mit dem Münchner Literaturstipendium für Übersetzung ausgezeichnet. 2001 folgte der Staatliche finnische Übersetzerpreis. Neben anderen übersetzte er Werke von Hannu Raittila, Ilkka Remes, Kari Hotakainen, Markku Ropponen, Petri Tamminen und Daniel Katz ins Deutsche. Ausdrücklich gelobt wurde seine Übersetzung von Rosa Liksoms Roman Kreisland, der nicht ausschließlich im heutigen Standardfinnisch geschrieben ist: Teile des Romans sind im nordfinnischen Dialekt der Heimat der Autorin, andere in Altfinnisch und wieder andere in der Sprache der Oberschicht der ersten Jahrhunderthälfte verfasst. Aldo Keel hob in der Neuen Zürcher Zeitung im Rahmen einer Rezension von Mosters Übertragung von Mikko Rimminens Roman Der Tag der roten Nase Mosters übersetzerische Leistung hervor: „Der Autor – von Haus aus Poet – ist ein Sprachvirtuose. Und der Übersetzer steht ihm nicht nach. Ein «Spurgeln und Pruckeln» hört Irma, als sie mit dem Auto fast im Tiefschnee landet. Näätälä oder Mäkilä heissen die Menschen, die die Hochhaussiedlung bevölkern. Jeder Name ein Gedicht.“
2009 gab Moster sein literarisches Debüt mit dem Roman „Die Unmöglichkeit des vierhändigen Spiels“. Die Welt am Sonntag schrieb über das Werk: „Mosters Debüt glänzt mit klugen Weltbeobachtungen und erinnert an Joseph Conrad.“ 2011 publizierte er „Lieben sich zwei“. Der Roman erzählt von einem Ehepaar, dessen Liebe an seinem unerfüllten Kinderwunsch zu zerbrechen droht. Moster lebte mit seiner Familie im finnischen Espoo, später (Stand 2022) in Berlin. Im Jahr 2012 nahm Moster am Wettbewerb zum Bachmann-Preis teil.

## Auszeichnungen
- 2001: Finnischer Staatspreis für ausländische Übersetzer
- 2018: Martha-Saalfeld-Förderpreis (Jurypreisträger)[6]
- 2022: Helmut-M.-Braem-Übersetzerpreis für die herausragende Übersetzung des Romans Im Saal von Alastalo des finnischen Schriftstellers Volter Kilpi (15.000 Euro)[7]
- 2022: Jane-Scatcherd-Preis der Heinrich-Maria-Ledig-Rowohlt-Stiftung (Dotierung: 10.000 Euro)
- 2023: Alfred-Kordelin-Preis der finnischen Alfred-Kordelin-Foundation. Moster habe „die finnische Literatur sowie ihre Sichtbarkeit im deutschsprachigen Raum auf unschätzbare Weise gefördert“ (50.000 Euro).[8]
- 2024: Internationaler Literaturpreis – Preis für übersetzte Gegenwartsliteraturen (15.000 Euro) des Berliner Hauses der Kulturen der Welt und der Hamburger Stiftung Elementarteilchen.
- 2025: Johann-Heinrich-Voß-Preis für Übersetzung der Deutschen Akademie für Sprache und Dichtung (20.000 Euro)

## Werke
- Die Unmöglichkeit des vierhändigen Spiels. Roman. Hamburg 2009, ISBN 978-3-86648-111-4.
- Lieben sich zwei. Roman. Hamburg 2011, ISBN 978-3-86648-163-3.
- Die Frau des Botschafters. Roman. mare, Hamburg 2013, ISBN 978-3-86648-170-1.
- Neringa oder Die andere Art der Heimkehr. Roman. mare, Hamburg 2016, ISBN 978-3-86648-245-6.[9]
- Alleingang. Roman. mare, Hamburg 2019, ISBN 978-3-86648-297-5.
- Bin das noch ich. Roman. mare, Hamburg 2023, ISBN 978-3-86648-712-3.

## Herausgeberschaft
- Das schlichte Licht, Bremerhaven 2008
- Alles frisch: neue Erzählungen aus Finnland, München 2014. ISBN 978-3-423-14348-6

## Übersetzungen (Auswahl)
- Selja Ahava: Der Tag, an dem ein Wal durch London schwamm, mare, Hamburg 2014
- Selja Ahava: Dinge, die vom Himmel fallen. mare, Hamburg 2017
- Tapani Bagge: Das Begräbnis des Paten, Berlin 2012
- Tapani Bagge: Schwarzer Himmel, Berlin 2012
- Kristina Carlson: Ins Land am Ende der Welt, Berlin 2000
- Kai Fagerström: Die letzten Gäste, Helsinki 2012
- Markku Hoikkala, Otso Kautto: Rettet Mama, Theaterstück, Volkstheater Rostock 2009
- Pentti Holappa: Ein obdachloser Gedanke, Denklingen 2008
- Pentti Holappa: Porträt eines Freundes, Göttingen 2002
- Kari Hotakainen: Aus dem Leben eines unglücklichen Mannes, München 2005
- Kari Hotakainen: Buster Keaton. Leben und Werke, Wien 1997
- Kari Hotakainen: Die Leichtsinnigen, München 2007
- Kari Hotakainen: Lieblingsszenen, Frankfurt am Main 2001
- Kari Hotakainen: Ohne Hemd, Frankfurt am Main 2003
- Jouni Inkala: Aus dem Hause und dem Geschlechte, Berlin [u. a.] 1995
- Jouni Inkala: Der Gedankenstrich eines Augenblicks, Heidelberg 2014
- Juha Itkonen: Ein flüchtiges Leuchten, München 2014
- Olli Jalonen: Vierzehn Knoten bis Greenwich, Hamburg 2010
- Olli Jalonen: Von Männern und Menschen, Hamburg 2016
- Matti Yrjänä Joensuu: Blinder Neid, München 2002
- Matti Yrjänä Joensuu: Der einsame Mörder, München 2001
- Matti Yrjänä Joensuu: Die eiserne Zelle, München 2012
- Matti Yrjänä Joensuu: Der Pyromane, München 2003
- Matti Yrjänä Joensuu: Das Taubenritual, München 2006
- Juha Jokela: Der Patriarch, Theaterstück, in: Eisbilder. Neue Theaterstücke aus Finnland, hrsg. v. Nicole Gronemeyer, Berlin 2014
- E. L. Karhu: Prinzessin Hamlet, Hamburg 2017, deutsche Erstaufführung: 2. Dezember 2017 am Schauspiel Leipzig, Regie: Lucia Bihler.[10]
- Tuula Kallioniemi: Ich bin Topi Tiger, Hamburg 2005
- Tuula Kallioniemi: Die Lunte brennt, Hamburg 2003
- Tuula Kallioniemi: Pfoten hoch! oder Wie wir auf den Hund kamen, Aarau [u. a.] 1997
- Tuula Kallioniemi: Ein Rätsel namens Nina, Aarau [u. a.] 1998
- Daniel Katz: Treibholz im Fluss, Stuttgart 2005
- Maria Kilpi: plus null Komma fünf windstill, Theaterstück (Dt. Erstaufführung 19. Dezember 2007, Gorki Theater Berlin)
- Katja Krohn: Der große böse Wolf, Theaterstück, Berlin 2007
- Tiina Krohn: Bertil, bis zum Hals im Schnee, München 2008
- Tuomas Kyrö: Bettler und Hase, Hamburg 2013
- Tuomas Kyrö: Kunkku, Hamburg 2014
- Leena Lander: Eine eigene Frau, München 2012
- Pertti Lassila: Geschichte der finnischen Literatur, Tübingen [u. a.] 1996
- Marko Leino: Was ein Mann tun muss, Göttingen 2001
- Rosa Liksom: Abteil Nr. 6, München 2013
- Rosa Liksom: Crazeland, Frankfurt am Main 1999
- Rosa Liksom: Über den Strom, München 2024.
- Eeva-Liisa Manner: Die Welt ist eine Dichtung meiner Sinne, Eisingen 1996 (übersetzt zusammen mit Ingrid Schellbach-Kopra)
- Eeva-Liisa Manner: Verbranntes Orange, Theaterstück, Paris 2003
- Markus Nummi: Am Anfang ein Garten, Berlin 2014
- Markus Nummi: Bonbontag, Berlin 2011
- Aki Ollikainen: Das Hungerjahr, Berlin 2013
- Arto Paasilinna: Der Sohn des Donnergottes, München 1999
- Ranya Paasonen: Der Stand der Sonne, München 2004
- Emilia Pöyhönen: Jeder von uns, Theaterstück, Heidelberg 2014
- Hannu Raittila: Atlantis, München 2006
- Hannu Raittila: Canal Grande, München 2005
- Hannu Raittila: Die Klärung, München 2009
- Hannu Raittila: Kontinentaldrift, München 2014
- Hannu Raittila: Sintflut, München 2007
- Mirkka Rekola: Himmel aus blauem Feuer, Helsinki 2001
- Ilkka Remes: Blutglocke, München 2007
- Ilkka Remes: Der dunkle Code, München 2010
- Ilkka Remes: Das Erbe des Bösen, München 2008
- Ilkka Remes: Ewige Nacht, München 2005
- Ilkka Remes: Geheimbund Unit 6, München 2013
- Ilkka Remes: Die Geiseln, München 2007
- Ilkka Remes: Heiße Ware über dem Eismeer, München 2009
- Ilkka Remes: Das Hiroshima-Tor, München 2006
- Ilkka Remes: Hochzeitsflug, München 2009
- Ilkka Remes: Höllensturz, München 2006
- Ilkka Remes: Mission Spyflight, München 2011
- Ilkka Remes: Operation Ocean Emerald, München 2008
- Ilkka Remes: Ein Schlag ins Herz, München 2011
- Ilkka Remes: Die Schockwelle, München 2013
- Ilkka Remes: Schwarze Kobra, München 2009
- Ilkka Remes: Tödlicher Sog, München 2010
- Mikko Rimminen: Der Tag der roten Nase, München 2013
- Mikko Rimminen: Tütenbierroman, Köln 2007
- Rax Rinnekangas: Der Mond flieht, München 2014
- Markku Ropponen: Ein beschissenes Sortiment an Schwierigkeiten, München [u. a.] 2011
- Markku Ropponen: Faule Finnen fangen keine Fische, München [u. a.] 2014
- Markku Ropponen: Finnischer Mittsommer, München 2009
- Markku Ropponen: Ein Mann verschwindet im Regen, Münster 1997
- Markku Ropponen: Tote Finnen tanzen keinen Tango, München [u. a.] 2012
- Asko Sahlberg: Die Stimme der Dunkelheit, München 2003
- Arto Salminen: Das Warenlager, Theaterstück, Wiesbaden 2006
- Johanna Sinisalo: Finnisches Feuer, Stuttgart 2014
- Sirpa Tabet: Der Schattenmann, München 2005
- Petri Tamminen: Der Eros des Nordens, Frankfurt am Main 2003
- Petri Tamminen: Mein Onkel und ich, Frankfurt am Main 2007
- Petri Tamminen: Verstecke, Frankfurt am Main 2005
- Petri Tamminen: Meeresroman, mare, Hamburg 2017
- Jari Tervo: Die Geschichte meiner Familie, München 2002
- Ilpo Tiihonen: Handgemachte Schwingen. Gedichte, Horn 2014
- Saara Turunen: Häschen, Theaterstück, München 2009
- Harri Virtanen: Zügellos in Vermo, Theaterstück, Berlin 2002 (Dt. Erstaufführung 23. Januar 2003, Staatstheater Mainz)